# Penstemon rhizomatosus
Espèce
Penstemon rhizomatosus  est une espèce de plantes de la famille des Plantaginacées, originaire d'Amérique du Nord. Elle est connue sous le nom de    Rhizome Beardtongue en anglais. 

## Description
Cette espèce est pérenne, native du Nevada, et qui peut atteindre 30 cm de hauteur. Les fleurs sont généralement de couleur violette.

## Publication originale
- (en) Noel H. Homgren, « Two New Species of Penstemon (Scrophulariaceae: Sect. Saccanthera) from Nevada, U.S.A. », Brittonia, Springer Science+Business Media, vol. 50, no 2,‎ avril 1998, p. 159 (ISSN 0007-196X et 1938-436X, DOI 10.2307/2807845, JSTOR 2807845).